# Agnes Jepkemboi Kiprop
Agnes Jepkemboi Kiprop (* 14. Januar 1980) ist eine kenianische Marathonläuferin.
2008 siegte sie beim Reims-Marathon. Im Jahr darauf gewann sie den Turin-Marathon, den Turin Half Marathon und den Frankfurt-Marathon in 2:26:57.
2010 wurde sie Achte beim RAK-Halbmarathon, Elfte beim Boston-Marathon und jeweils Dritte beim Portugal-Halbmarathon und in Frankfurt. 2011 wurde sie Fünfte beim RAK-Halbmarathon, gewann den Ústí-Halbmarathon und kam beim Paris-Marathon sowie in Frankfurt jeweils auf den zweiten Platz. 2012 folgte einem zweiten Platz bei Roma – Ostia ein Sieg beim Prag-Marathon und 2018 der erste Platz beim Hannover-Marathon in 2:32:35.

## Persönliche Bestzeiten
- Halbmarathon: 1:07:22 h, 26. Februar 2012, Ostia
- Marathon: 2:23:54 h, 30. Oktober 2011, Frankfurt am Main